# Force aérienne dominicaine

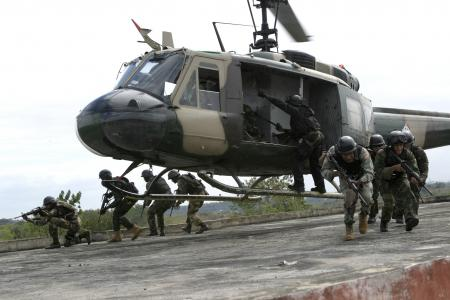
Bell UH-1H.

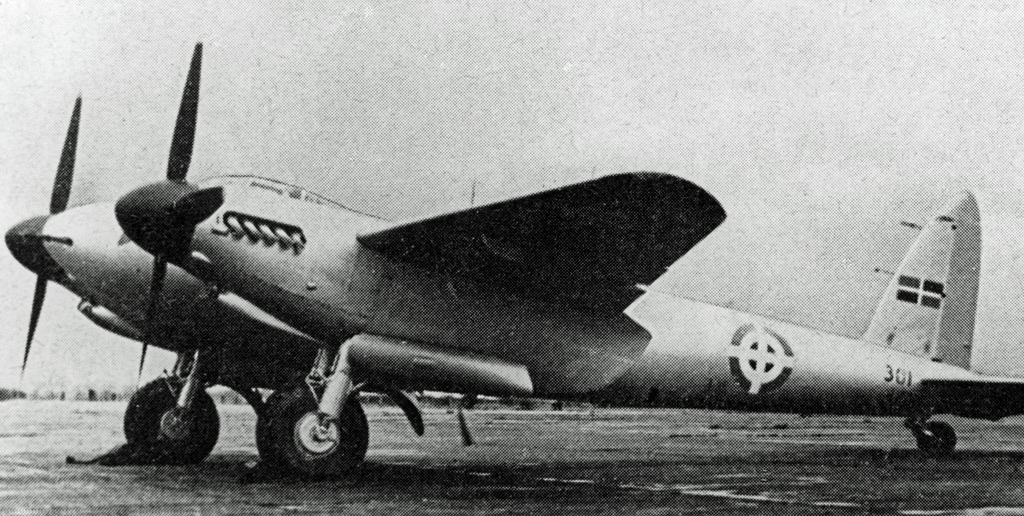
Mosquito FB.6.

La Force aérienne dominicaine (en espagnol : Fuerza Aérea Dominicana) est la composante aérienne des Fuerzas Armadas de la República Dominicana, les forces armées de la République dominicaine. Elle a été fondée en 1948.

## Historique
En 1932 est créée la Arma de Aviación del Ejército Nacional. Le 26 octobre 1942, elle est renommée Aviación del Ejército Nacional.
C'est en 1948 que fut fondé le Cuerpo de Aviación Militar Dominicana, l'ancêtre de l'actuelle Fuerza Aérea Dominicana. À l'époque le pays était massivement équipé par les États-Unis.

## Équipement

### Aéronefs
Les appareils en service en 2016 sont les suivants :

#### Avions
| Aéronefs                     | Origine         | Type                   | En service      | Versions        |                 |                 |
| avion de combat              | avion de combat | avion de combat        | avion de combat | avion de combat | avion de combat | avion de combat |
| ---------------------------- | --------------- | ---------------------- | --------------- | --------------- | --------------- | --------------- |
| Embraer EMB 314 Super Tucano | Brésil          | Avion d'attaque au sol | 8               |                 |                 |                 |
| avion de transport           |                 |                        |                 |                 |                 |                 |
| CASA C-212                   | Espagne         | Avion de transport     | 3               |                 |                 |                 |
| Aero Commander 520           | États-Unis      | Avion de transport     | 1               |                 |                 |                 |
| avion d'entrainement         |                 |                        |                 |                 |                 |                 |
| ENAER T-35 Pillán            | Chili           | Avion d'entrainement   | 4               |                 |                 |                 |

#### Hélicoptères
| Aéronefs           | Origine    | Type                                       | En service | Versions |
| ------------------ | ---------- | ------------------------------------------ | ---------- | -------- |
| Bell OH-58 Kiowa   | États-Unis | Hélicoptère de reconnaissance et de combat | 12         |          |
| Bell UH-1 Iroquois | États-Unis | Hélicoptère de transport                   | 11         | UH-1H    |
| Bell 412           | États-Unis | Hélicoptère de transport                   | 0+2        |          |
| Bell 430           | États-Unis | Hélicoptère de transport présidentiel      | 1          |          |
| Schweizer 333      | États-Unis | Hélicoptère d'entrainement                 | 2          |          |

#### Anciens aéronefs
Depuis sa création la Fuerza Aérea Dominicana a utilisé plusieurs types différents d'aéronefs tels :
- États-Unis : l'avion d'entraînement Beech T-34A Mentor.
- États-Unis : l'avion de reconnaissance et d'observation Cessna O-2A Skymaster.
- États-Unis : l'avion de transport Curtiss C-46 Commando.
- États-Unis : l'avion de transport Douglas C-47 Skytrain.
- États-Unis : le jet d'entraînement Lockheed T-33A.
- États-Unis : le chasseur North American F-51D Mustang.
- États-Unis : l'avion d'entraînement North American T-28A Trojan.
- États-Unis : le chasseur Republic F-47D Thunderbolt.
- États-Unis : l'hélicoptère Sikorsky H-19.
- États-Unis : l'hydravion à flotteurs de reconnaissance Vought O2U Corsair.
- France : l'hélicoptère Sud Aviation SE-313 Alouette II.
- Royaume-Uni : l'avion d'attaque Bristol Beaufighter TF.10.
- Royaume-Uni : le bombardier léger De Havilland Mosquito FB.6.
- Royaume-Uni : le jet de combat De Havilland Vampire F.1.

### Armement
- Belgique : Mitrailleuse légère FN Minimi.
- Brésil : Pistolet semi-automatique Taurus PT-92.
- États-Unis : Fusil d'assaut Armalite 15.
- États-Unis : Fusil d'assaut Colt M4.

## Bases
La Fuerza Aérea Dominicana dispose principalement d'une installation militaire, la base aérienne de San Isidro sise à 25 kilomètres à l'est de St Domingue, la capitale du pays. Celle-ci a été établie en mars 1953. Y stationnent la majorité des aéronefs, sauf l'Aérospatiale SA-360C Dauphin et l'Aero Commander 520, basés eux sur l'aéroport international Las Américas.
Elle possède également deux petites structures avec des tarmacs mais sans affectation d'aéronefs : Barahona et Puerto Plata respectivement dans le sud et le nord du pays. Ceux-ci peuvent servir de terrain de délestage ou de secours.

### Sources Bibliographiques
- (en) Daniel P. Hagedorn, Central American & Caribbean Air Forces, Tonbridge, Kent, Air Britain Publication, 1993, 154 p. (ISBN 978-0-851-30210-2, OCLC 30148448)
- (en) David Willis, Aerospace encyclopedia of world air forces, London Westport, CT, USA, Aerospace Pub. AIRtime Pub, 1999, 320 p. (ISBN 978-1-861-84045-5 et 978-1-880-58830-7)